# Метровагонмаш 81-717/81-714 „Номерной“
Метровагонмаш 81-717/81-714 „Номерен" (на руски: „Номерной поезд“), познат още като просто 
 81-717/81-714, „номерен“ и „метровагонмаш“, е модел съветски електрически метровлак от серията 81, разработен през 70-те години на XX в. и произвеждан от 1976 г. до 2021 г. (този период може да бъде удължен) главно от Митишчинския машиностроителен завод (накратко ММЗ, днес „Метровагонмаш“) и Ленинградския вагоностроителен завод „И. Е. Егоров“ (накратко „Вагонмаш“). Приозведени са над хиляда метровлака от този тип, като те се експлоатират в 11 страни по света, в 19 метрополитена, в 24 модификации. Всичко това прави този тип мотриси най-известните и най-масово произвежданите метровлакове в историята. Вагоните с обозначение 81-717 и неговите модификации са командните вагони, а тези с обозначение 81-714 и неговите модификации – междинните вагони.
Метровлакове от типа 81-717/714 се използват във всички съветски метрополитени, както и в пражкото, будапещенското, варшавското и софийското метро.

## История

### Произход
В началото на 70-те години на XX в. мотрисите „Еж-3“ са най-модерните съветски метровлакове. Те обаче имат и големи недостатъци – двигателите им са слаби, вагоните са твърде тежки, използват огромно количество електроенергия за задвижване и нямат импулсно регулиране на напрежението, което води до лошото им представяне.
Поради тази причина съветските инжинери правят множество експерименти с влакове „Еж-3“, а през 1973 г. от ММЗ изготвят три прототипа на нови мотриси, които в последствие получават обозначението вагон „И“ (Метровагонмаш 81-715/81-716). Първата такава мотриса е построена през 1974 г. Тя е коренно различна от всички предходни модели съветски метровлакове – с модерен външен вид, съвременно оборудване, само с два контролни вагона (в двата края на композицията), по-малко тегло поради алуминия, от който мотрисата е изработена, по-голяма мощност, позволяваща по-бързо ускоряване и намаляне, по-висока максимална скорост, нов тип осветление и ватмански кабини само в двата края на състава. Всичко това позволява пространството и следователно, капацитетът на новия метровлак, също да бъдат значително увеличени.

### Базов модел
Новият влак обаче е с твърде модерен за времето си, което прави сложно и скъпо масововто производство на модела, в резултат на което продължава производството на вагони „Еж-3“. От ММЗ обаче скоро произвеждат други два експериментални метровагона с обозначения 81-717 и 81-714, като 81-717 е командният вагон, а 81-714 е междинният вагон. На практика тези вагони са проектирани на база на мотрисите „Еж-3“, но все пак имат и много на брой нововъведения, взети от вагоните „И“.
По този начин двата нови вагона са с екстериор и размери, които почти изцяло наподобяват тези на мотрисите „Еж-3“, макар и с една голяма разлика – вагонът 81-717 няма предна врата за машиниста. Интериорът обаче има повече разлики – няма ватмански кабини в междинния вагон, като нужнотот оборудване е поставено в кутии в двата края на вагона, лампите са по-модерни, седалките по-удобни, присъства и усъвършествана принудителна вентилация, има автоматична визуална и слухова сигнализация, какато и по-просто оборудване в кабината на машиниста. Всичко това е взето от вагоните от типа И. Двигателите също са на базата на тези на мотрисата „И“, като всеки от тях има мощност от 114Kw, повече дори и от тези на вагоните „И“, което дава максимална мощност на всеки вагон 456 Kw, като се има предвид, че всеки вагон разполага с четири двигателя, един във всеки от четирите края на вагона.
В началото на 1976 г. е произведен и първият шествагонен състав от типа 81-717/81-714, като мотрисата е тествана в Москва в края на годината. Именно тогава става ясно, че влаковете от този тип се нуждаят от малка доработка. След нови, този път успешни изпитания в Ленинград (днес Санкт Петербург) през 1977 г., най-накрая е решено да се стартира масовото производство на този модел метровлакове.

### По-нататъшно производство
Базовият модел на мотрисите 81-717/81-714 се произвежда от 1977 г. до 1988 г., като междувременно се стартира проиводството и на метровлакове с обозначения 81-717.1/81-714.1, 81-717.2/81-714.2 и 81-717.5/81-714.5. По-късно са произведени и влакове от типовете 81-717.3/81-714.3, 81-717.4/81-714.4, 81-717.2М/81-714.2М, 81-717.5М/81-714.5М и 81-717.6/81-714.6. Модернизираните „номерни“ състави пък получават обозначения 81-71М, 81-717М/81-714М, 81-717.2К/81-714.2К, 81-717.4К/81-714.4К, 81-717.6К/81-714.6К и др.

### Заменяне
Повечето метровлакове от типа 81-717/714 вече са към края на живота си. Затова и на много места те вече постепенно се заменят. В Москва вече частично са заместени от мотрисите 81-765, „Ока“, „Русич“ и „Москва 2020“, в Санкт Петербург от съставите „Нева“, в Новосибирск от влакове 81-540/81-541, в Баку от метровлакове 81-765, и в Минск – от мотриси на „Stadler“.

## Разпространение
Мотриси 81-717/81-714 са доставени на всички съветски метрополитени, както и на повечето държави от бившия Източен блок.

### Разпространение в Съветския съюз
В държавите от бившия Съветски съюз всички влакове от типа 81-717/714 са с руското междурелсие 1520 mm.
Много скоро след успешните изпитания на базовия модел, от Москва се заинтересоват от него, тъй като столицата на СССР спешно се нуждае от нов подвижен състав, и така в началото на 1978 г. най-накрая започва масовото производство на тези мотриси.
По-късно през 1978 г. Москва става първия използвач на „номерните“ състави. Тя е последвана от всички останали съветски метрополитени в следващите тринадесет години – ленинградския, днес петербургския (през 1980 г.), киевския (1980 г.), ташкентския (1980 г.), ереванския (1981 г.), харковския (1983 г.), минския (1984 г.), горкийския, днес нижегородския (1985 г.), новосибирския (1986 г.), бакинския (1987 г.), куйбишевския, днес самарския (1987 г.), тбилиския (1987 г.) и свердловския, днес екатеринбургския (1991 г.). През 1995 г. е завършен и днепровския метрополитен, като там също започват да се движат такива мотриси.

### Разпространение извън Съветския съюз
Извън СССР, модификационни варианти на мотрисите 81-717/714 са доставени на Прага, Будапеща, Варшава и София, като всичките са със стандартното междурелсие 1435 mm.

#### Прага
Сто и един петвагонни метровлака в модификация 81-717.1/81-714.1, модификацията на „номерните“ състави за Прага, както и още два междинни вагона 81-714, са доставени на пражкия метрополитен от ММЗ между 1978 г. и 1990 г., като три от тях са продадени са скрап след инциденти. В периода 1994 – 2010 г. повечето мотриси са изцяло реконструирани от Шкода и преименувани на 81-71М, като днес четиридесет и един модернизирани метровлака от този тип се използват по линия А и петдесет и два по линия В, докато линия С пък се обслужва от влакове на „Сименс“ и „Адтранс“.

#### Будапеща
Тридесет и два шествагонни „номерни“ състава в модификация 81-717.2/81-714.2, тази за Унгария, са доставени на будапещенското метро от ММЗ в периода 1979 – 1991 г., последвани от два състава с модификация 81-717.2М/81-714.2М (които са унгарската версия на модификация 81-717.5М/81-714.5М) през 1998 г., като всички влакове се използват по линии М2 и М3 на метрополитена. Повечето мотриси са модернизирани по ананлог на съставите 81-717.6К/81-714.6К от „Метровагонмаш“ между 2016 г. и 2018 г., в резултат на което получават ново обозначение, 81-717.2К/81-714.2К, като най-старите метровлакове, тези, които обслужват линия М2 на подземната железница, както и тези от типа 81-717.2М/714.2М, са продадени за скрап и на тяхно място започват да се движат нови мотриси на „Alstom Metropolis“. Модернизираните влакове шродължават да се експлоатират по линия М3 и до днес, като животът им е удължен с тридесет години вследствие на модернизацията им.

#### Варшава
През 1982 г. от Съветския съюз обявяват, че ще бъдат доставени деветдесет вагона от модела 81-717/81-714 за изграждащото се варшавско метро в модификация 81-717.3/81-714.3, тази са Варшава. Реално обаче, само четири командни вагона 81-717.3 и шест междинни вагона 81-714.3 са произведени от ММЗ през 1989 – 90 г., след което и доставени на Полша. В началото на 90-те години още тридесет и два вагона от същите типове са доставени от Санкт Петербург, последвани от още осемнадесет такива вагона в периода 1995 г. – 98 г., макар и при двете доставки вагоните реално да са с различни обозначения, 81-572/81-573 и 81-572.1/81-573.1, тъй като и в двата случая са произведени от Вагонмаш. През 2006 г. са доставени още тридесет междинни вагона тип 81-714.3, което позволява на метрополитена да експлоатира петнадесет шествагонни състава от 81-717.3/714.3, като също така вече съществуващите мотриси пък са модернизирани. През 2007 г. са доставени още седем последни шествагонни състава за варшавското метро с обозначение 81-572.2/81-573.2, които също са като тези от типа 81-717.3/714.3, само че отново са с различни обозначение, тъй като пак са произведени от Вагонмаш.
Поради доставка на нови метровлакове за Варшава от Шкода в началото на 2020-те, през ноември 2023 г. повечето мотриси 81-717.3/714.3 са продадени са скрап, а тези, които са все още в добро състояние – дарени на киевския и харковския метрополитен.

#### София
Четиридесет и осем вагона (двадесет и четири тип 81-717.4 и двадесет и четири тип 81-714.4) „номерной“ са произведени от ММЗ през 1989 – 90 г. за София, като са в модификация 81-717.4/81-714.4, тази за София. Командните вагони са с обозначения от 1001 до 1024, а междинните – с обозначения от 5001 до 5024. Първите три състава, А1, А2 и А3, са сформирани още през 1995 г., като част от техническия запуск на софийската подземната железница преди официалното ѝ откриване на 28 януари 1998 г.
Първоначално влаковете са съставени от три вагона (два командни и един междинен), но с нарастването на пътникопотока съставите стават четиривагонни. При доставянето им всички мотриси са сини с бели врати и бели ленти отстрани, но след като през 2009 г. състав А6 е пребоядисан в сиво за заснемането на филмите „Кодът“ и „Нинжда“ и от софийския метрополитен харесват новия вид на шестицата, до 2016 г. всички мотриси 81-717.4/714.4 са пребоядисани в сиво със сини, червени и зелени ленти острани и сиви врати, или отново в сиво, но с жълти и зелени ленти отстрани и зелени врати.
В периода 2012 – 13 г. са поставени челни електронни маршрутни табла на всички софийски „номерни“ състави.
В края на 2018 г. е сключен договор с „Метровагонмаш“ за модернизирането на всички дванадесет „номерни“ състава на софийското метро, като първите два модернизирани влака са А1 и А2 са доставени на София в началото на 2020 г. През 2021 г. са модернизирани и съставите А6, А7 и А8, последвани от мотрисите А9, А10 и А11 година по-късно. Обновените „номерни“ състави в софийското метро получават ново обозначение, 81-717.4К/81-714.4К, като животът им е увеличен с поне петнадесет години в резултат на модернизирането им. През 2022 г. трябва да бъдат изпратени за модернизация и последните четири „номерни“ състава, А3, А4, А5 и А12, но поради санкциите, наложени на „Метровагонмаш“, този процес е възпрепятстван и така въпреки състоянието и възрастта на тези четири мотриси, към 2025 г. алтернатива все още няма, като те се използват активно и се поддържат с резервни части.
В периода 2024 – 25 г. са извършени значителни ремонтни дейности по три от немодернизираните софийски „номерни“ състави – А4, А5 и А12.
И немодернизираните, и обновените метровлакове от типа 81-717.4/714.4 се движат по първата, втората и четвъртата линия на софийския метрополитен. Откакато мотрисисте 81-717.3/714.3 не се използват редовно в Полша, България е единствената постсоциалистическа европейска страна, в която все още се експлоатират оригиналните „номерни“ състави.
| Списък на метровлаковете от типа 81-717.4/81-714.4 | Списък на метровлаковете от типа 81-717.4/81-714.4 | Списък на метровлаковете от типа 81-717.4/81-714.4 | Списък на метровлаковете от типа 81-717.4/81-714.4 | Списък на метровлаковете от типа 81-717.4/81-714.4                                          |          |
| Номер на влака                                     | Година на производство                             | Номера на вагоните                                 | Модификация                                        | Цвят на вагоните                                                                            | Статус   |
| -------------------------------------------------- | -------------------------------------------------- | -------------------------------------------------- | -------------------------------------------------- | ------------------------------------------------------------------------------------------- | -------- |
| А1                                                 | 1990                                               | 1019-5019- 5020-1020                               | 81–717.4К / 81-714.4К                              | бял със зелена ливрея и зелени врати (модернизиран през 2019 г.)                            | действащ |
| А2                                                 | 1990                                               | 1008-5009- 5008-1009                               | 81-717.4К / 81-714.4К                              | бял с червена ливрея и червени врати (модернизиран през 2019 г.)                            | действащ |
| А3                                                 | 1990                                               | 1014-5014- 5015-1015                               | 81-717.4 / 81-714.4                                | син с бели ленти отстрани, после сив със сини, червени и зелени ленти отстрани и сиви врати | действащ |
| А4                                                 | 1990                                               | 1011-5011- 5012-1012                               | 81-717.4 / 81-714.4                                | син с бели ленти отстрани, после сив със сини, червени и зелени ленти отстрани и сиви врати | действащ |
| А5                                                 | 1990                                               | 1010-5010- 5013-1013                               | 81-717.4 / 81-714.4                                | син с бели ленти отстрани, после сив със зелени врати и зелени ленти отстрани               | действащ |
| А6                                                 | 1990                                               | 1016-5016- 5022-1022                               | 81-717.4К / 81-714.4К                              | бял с червена ливрея и червени врати (модернизиран през 2021 г.)                            | действащ |
| А7                                                 | 1990                                               | 1017-5017- 5023-1021                               | 81-717.4К / 81-714.4К                              | бял със зелена ливрея и зелени врати (модернизиран през 2021 г.)                            | действащ |
| А8                                                 | 1990                                               | 1018-5018- 5021-1023                               | 81-717.4К / 81-714.4К                              | бял с червена ливрея и червени врати (модернизиран през 2021 г.)                            | действащ |
| А9                                                 | 1989                                               | 1001-5001- 5005-1005                               | 81-717.4К / 81-714.4К                              | бял със зелена ливрея и зелени врати (модернизиран през 2022 г.)                            | действащ |
| А10                                                | 1989                                               | 1002-5002- 5006-1006                               | 81-717.4К / 81-714.4К                              | бял с червена ливрея и червени врати (модернизиран през 2022 г.)                            | действащ |
| А11                                                | 1989 – 90                                          | 1003-5003- 5007-1007                               | 81-717.4К / 81-714.4К                              | бял със зелена ливрея и зелени врати (модернизиран през 2022 г.)                            | действащ |
| А12                                                | 1989 – 90                                          | 1004-5004- 5024-1024                               | 81-717.4 / 81-714.4                                | син с бели ленти отстрани, после сив със зелени врати и зелени ленти отстрани               | действащ |

### Разпространение в Русия
В началото на XXI в. в Русия започва модернизацията на мотриси 81-717/714, какато и на модификационните варианти 81-717.5/714.5 и 81-717.5М/714.5М, като част от модернизираните състави от модификацията 81-717.5/714.5 са почти изцяло преобразени, в резултат на което получават ново обозначение, 81-717.6К/714.6К. По-късно се стартира и серийното производството на метровлакове с обозначение 81-717.6/714.6.
Мотриси 81-717.6/714.6 се експлоатират в екатеринбургското, нижегородското, московското и самарското метро, а състави 81-717.6К/714.6К – само в московското метро.

## Интериор
Както всички други метровлакове, произведени в Съветски съюз, мотрисите 81-717/714 и всички техни модификации имат надлъжни пейки за сядане, които са разположени до стените на вагоните между вратите и празна централна пътека. Пътническата зона се вентилира с помощта на въздушни вентилационни отвори на покрива на вагона, както и с малки плъзгащи се прозорци.
Първоначално на тези вагони са монтирани седалки с твърда кожена тапицерия, но те са обект на вандализъм през 90-те и 2000-те години, в резултат на което новите и обновените влакове, както и по-късните модификации на модела са с вандалоустойчиви седалки с пластмасова основа и подплата от изкуствена кожа, като има отделна седалка за всеки пътник. Понякога могат да се добавят и метални прегради. Пейките могат да поберат 6 души при нормални обстоятелства (3 в крайните секции), което означава, че местата за сядане във всички вагони са 40, 44 или 48 (в зависимост от версията на вагона), докато са заети.
Въпреки че има врати за достъп между всеки вагон, преминаването от един вагон в друг докато влакът е в движение, е много опасно и поради това обикновено само персоналът изпълнва и разрешава такива действия. Вратите и прозорците на вагона могат да се използват за излизане от него в опасни ситуации, а пожарогасителите във вагоните могат да послужат за потушаване на възникнал дим или пожар.

## В изкуството
- Мотриси 81-717/714 участват в съветския филм „Mobius Strip“ от 1988 г.
- През 2009 г. състав А6 на софийското метро от типа 81-717.4/714.4 е използвана при заснемането на филмите „Кодът“ и „Нинджа“.[3]
- Влак с обозначение 81-717.5М/714.5М е използван при заснемането на руския филм „Метро“ от 2013 г.
- Метровлаковете 81-717/714 и различните им модификации присъстват и в много видеоигри и мобилни игри.